# Wijken en buurten in Zuidhorn
De Nederlandse gemeente Zuidhorn is voor statistische doeleinden onderverdeeld in wijken en buurten. De gemeente is verdeeld in de volgende statistische wijken:
- Wijk 00 (CBS-wijkcode:005600)
- Wijk 01 (CBS-wijkcode:005601)
- Wijk 02 (CBS-wijkcode:005602)
- Wijk 03 (CBS-wijkcode:005603)

Een statistische wijk kan bestaan uit meerdere buurten. Onderstaande tabel geeft de buurtindeling met kentallen volgens het Centraal Bureau voor de Statistiek (2008):
| CBS-buurtcode | Buurtnaam                                       | Inwonertal | Opp. totaal (ha) | Opp. land (ha) | Ligging                |
| ------------- | ----------------------------------------------- | ---------- | ---------------- | -------------- | ---------------------- |
| BU00560000    | Zuidhorn                                        | 6320       | 266              | 262            | Locatie in de gemeente |
| BU00560001    | Noordhorn                                       | 1450       | 113              | 110            | Locatie in de gemeente |
| BU00560002    | Niezijl                                         | 420        | 34               | 33             | Locatie in de gemeente |
| BU00560003    | Briltil                                         | 470        | 23               | 21             | Locatie in de gemeente |
| BU00560009    | Verspreide huizen Zuidhorn                      | 350        | 1952             | 1918           | Locatie in de gemeente |
| BU00560100    | Grijpskerk                                      | 2530       | 137              | 136            | Locatie in de gemeente |
| BU00560102    | Visvliet                                        | 340        | 33               | 32             | Locatie in de gemeente |
| BU00560103    | Kommerzijl                                      | 540        | 51               | 48             | Locatie in de gemeente |
| BU00560104    | Pieterzijl                                      | 150        | 30               | 29             | Locatie in de gemeente |
| BU00560109    | Verspreide huizen Grijpskerk                    | 460        | 2971             | 2922           | Locatie in de gemeente |
| BU00560200    | Oldehove                                        | 1400       | 64               | 64             | Locatie in de gemeente |
| BU00560201    | Niehove                                         | 160        | 30               | 30             | Locatie in de gemeente |
| BU00560203    | Saaksum                                         | 100        | 33               | 32             | Locatie in de gemeente |
| BU00560204    | Lauwerzijl                                      | 160        | 11               | 11             | Locatie in de gemeente |
| BU00560208    | Verspreide huizen Ruigezand en Nieuwe Ruigezand | 60         | 937              | 861            | Locatie in de gemeente |
| BU00560209    | Overige verspreide huizen                       | 400        | 3052             | 3008           | Locatie in de gemeente |
| BU00560300    | Aduard                                          | 2210       | 96               | 93             | Locatie in de gemeente |
| BU00560301    | Den Horn                                        | 210        | 33               | 33             | Locatie in de gemeente |
| BU00560302    | Den Ham                                         | 120        | 41               | 41             | Locatie in de gemeente |
| BU00560309    | Verspreide huizen Aduard                        | 500        | 2924             | 2876           | Locatie in de gemeente |